# Сейлорвилл (водохранилище)
Сейлорвилл (англ. Saylorville Reservoir) — водохранилище на реке Де-Мойн в Айове, США.
Площадь поверхности — 21,85 км² (5400 акров). Размеры — 1,6 на 27,4 км (1 на 17 миль). Объём воды — 0,09 км³ (74000 акр-футов). Лежит на высоте 253,9 м над уровнем моря (833 фута), по другим данным — 254,8 м (836 футов). Северная часть водохранилища мелководна, максимальные глубины достигаются в южной части.
Образовано в 1977 году.